# Physotrichia muriculata
Physotrichia muriculata är en flockblommig växtart som först beskrevs av Friedrich Welwitsch och William Philip Hiern, och fick sitt nu gällande namn av S.Droop och C.C.Towns. Physotrichia muriculata ingår i släktet Physotrichia och familjen flockblommiga växter. Inga underarter finns listade i Catalogue of Life.